# ارتجاع (فیلم)
«ارتجاع» (انگلیسی: Resilience (film)) یک فیلم است که در سال ۲۰۰۶ منتشر شد.